# Kaituma River
Kaituma River är ett vattendrag i Guyana.   Det ligger i regionen Barima-Waini, i den norra delen av landet, 230 km nordväst om huvudstaden Georgetown.